# Psilopogon corvinus
El barbudo corvino (Psilopogon corvinus) es una especie de ave piciforme de la familia Megalaimidae endémica de Java.

## Distribución
Se encuentra únicamente en las selvas del oeste de la isla de Java.

## Categoría
- Wikispecies tiene un artículo sobre Psilopogon corvinus.
- Wikimedia Commons alberga una categoría multimedia sobre Psilopogon corvinus.

- Datos: Q27074839
- Multimedia: Psilopogon corvinus / Q27074839
- Especies: Psilopogon corvinus